# ساندرا ميننيرت
ساندرا ميننيرت (بالألمانية: Sandra Minnert) لاعبة كرة قدم ألمانية سابقة ، من مواليد (7 أبريل 1973) في جيدرن ، لعبت مع منتخب ألمانيا لكرة القدم للسيدات وتعمل حاليا مدربة لفريق باد نيوينهار لكرة القدم للسيدات.

## روابط خارجية
- ساندرا ميننيرت على موقع IMDb (الإنجليزية)
- ساندرا ميننيرت على موقع قاعدة بيانات الفيلم (الإنجليزية)

- ساندرا ميننيرت على موقع الاتحاد الدولي (مؤرشف)  (الإنجليزية)
- ساندرا ميننيرت على موقع إي إس بي إن إف سي (الإنجليزية)
- ساندرا ميننيرت على موقع قاعدة بيانات كرة القدم.إي يو (الإنجليزية)
- ساندرا ميننيرت على موقع بيانات كرة القدم. دي إي (الألمانية)
- ساندرا ميننيرت على موقع Soccerway.com (الإنجليزية)
- ساندرا ميننيرت على موقع عالم كرة القدم.نت (الإنجليزية)
- ساندرا ميننيرت على موقع اللجنة الأولمبية الدولية (الإنجليزية)
- ساندرا ميننيرت على موقع أوليمبيديا (الإنجليزية)